# Campeonato Asiático de Atletismo de 2019 - 3000 m com obstáculos masculino
A prova dos 3000 metros com obstáculos masculino do Campeonato Asiático de Atletismo de 2019 foi disputada no dia 21 de abril de 2019 no Estádio Internacional Khalifa em Doha, no Catar. 

## Recordes
Antes desta competição, os recordes mundiais e do campeonato nesta prova eram os seguintes:
|                       | Nome                      | Nacionalidade | Tempo     | Local    | Data                  |
| --------------------- | ------------------------- | ------------- | --------- | -------- | --------------------- |
| Recorde mundial       | Saif Saaeed Shaheen       | Catar         | 7m 53s 63 | Bruxelas | 3 de setembro de 2004 |
| Recorde do campeonato | Khamis Abdullah Saifeldin | Catar         | 8m 16s 00 | Colombo  | 2002                  |
| Recorde asiático      | Saif Saaeed Shaheen       | Catar         | 7m 53s 63 | Bruxelas | 3 de setembro de 2004 |

## Medalhistas
| Ouro                   | Prata                      | Bronze                |
| John Kibet Koech (BHR) | Avinash Mukund Sable (IND) | Kazuya Shiojiri (JPN) |

## Cronograma
Todos os horários são locais (UTC+3)
| Data        | Hora  | Evento |
| ----------- | ----- | ------ |
| 21 de abril | 19:50 | Final  |

## Resultado final
| Posição           | Atleta                | Nacionalidade | Tempo   | Notas                |
| ----------------- | --------------------- | ------------- | ------- | -------------------- |
| Medalha de ouro   | John Kibet Koech      | Bahrein       | 8:25.87 | Melhor marca do ano  |
| Medalha de prata  | Avinash Mukund Sable  | Índia         | 8:30.19 |                      |
| Medalha de bronze | Kazuya Shiojiri       | Japão         | 8:32.25 |                      |
| 4                 | Hossein Keyhani       | Irão          | 8:36.44 | Recorde da temporada |
| 5                 | Yaser Bagharab        | Catar         | 8:45.80 | Recorde da temporada |
| 6                 | Kosei Yamaguchi       | Japão         | 8:47.07 |                      |
| 7                 | Tu Wenji              | China         | 8:47.37 | Recorde pessoal      |
| 8                 | Shakar Lal Swami      | Índia         | 8:53.02 |                      |
| 9                 | Moslem Niadoost       | Irão          | 8:58.95 | Recorde pessoal      |
| 10                | Idriss Mousa Youssouf | Catar         | 9:00.71 | Recorde da temporada |
| 11                | Zhang Mingzhou        | China         | 9:17.88 | Recorde da temporada |
| 12                | Chow Hon Nip Hanniel  | Hong Kong     | 9:28.34 |                      |
| 13                | Daniaar Arypbekov     | Quirguistão   | 9:33.63 | Recorde da temporada |
| 14                | Nabin Parajuli        | Singapura     | 9:38.37 |                      |
| 15                | Mubarak Al-Yafaee     | Iêmen         | DNF     |                      |
| 16                | Atjong Tio Purwanto   | Indonésia     | DNS     |                      |

Legenda
| Recorde mundial       | Recorde mundial (World record)               |                       | Recorde africano                      | Recorde africano (African) |                                           | Q | Classificado por posição (Qualified) |
| Recorde do campeonato | Recorde do campeonato (Championship record)  | Recorde da América    | Recorde da América (Americas)         | q                          | Classificado por melhor tempo (Qualified) |   |                                      |
| Melhor marca do ano   | Melhor marca do ano (World leading)          | Recorde asiático      | Recorde asiático (Asian)              | DNS                        | Não largou (Did not start)                |   |                                      |
| Recorde nacional      | Recorde nacional (National record)           | Recorde europeu       | Recorde europeu (European)            | DNF                        | Não terminou (Did not finish)             |   |                                      |
| Recorde pessoal       | Recorde pessoal do atleta (Personal best)    | Recorde da Oceania    | Recorde da Oceania (Oceania)          | DSQ / DQ                   | Desclassificado (Disqualified)            |   |                                      |
| Recorde da temporada  | Recorde da temporada do atleta (Season best) | Recorde sul-americano | Recorde sul-americano (South America) | NM                         | Sem marca (No mark)                       |   |                                      |